# Шишкова, Оксана Валерьевна
Оксана Валерьевна Шишкова (укр. Оксана Валеріївна Шишкова; род. 10 июня 1991, Харьков) — украинская лыжница, биатлонистка.

## Биография
Оксана Валерьевна Шишкова родилась 10 июня 1991 года в городе Харьков. С трёх лет занималась в секции акробатической гимнастики. В семь лет начала заниматься кунг-фу. В десятилетнем возрасте у неё стало ухудшаться зрение и она получила инвалидность по зрению. С тринадцати лет начала заниматься паралимпийской легкой атлетикой (100 м и 200 м), получила звание «Мастера спорта Украины». В 2003 году приняла участие в Чемпионате Украины по лёгкой атлетике. А уже с 2004 года, учась в школе-интернате № 12 для детей с ослабленным зрением, начала заниматься лыжными гонками и биатлоном. После окончания школы в 2009 году поступила на I курс в Харьковскую зооветеринарную академию, на специализацию «Кинолог».

## Спортивная карьера
Оксана Шишкова является финалисткой Кубка мира 2009 года по лыжным гонкам и биатлону в норвежском Сьюсьоене. Она заняла 4 и 6 места по биатлону, 8 место — лыжные гонки. Также является финалисткой чемпионата мира 2009 года в финском Вуокатти, где заняла 4 место по биатлону (длинная дистанция) среди спортсменов-инвалидов по зрению. Участвовала в зимней Паралимпиаде в Ванкувере.
Спортсменка получила две серебряные медали по биатлону (гонка преследования и 7,5 км) по результатам выступления на Кубке мира 2011 года. Она получила «серебро» и «бронзу» в эстафете, приняв участие в Кубке мира 2012. На чемпионате мира 2013 года в шведском Солефти была награждена бронзовой медалью по биатлону (средняя дистанция) и стала серебряным призёром финала Кубка мира 2013 года.
В 2014 году на соревнованиях в Вуокатти спортсменка получила «бронзу» в соревнованиях по биатлону (гонка преследования). В городе Оберстдорф, Германия она участвовала в соревнованиях за первенство финалов Кубка мира по зимним видам спорта среди спортсменов с недостатками зрения и поражением опорно-двигательного аппарата. Лыжные гонки проходили с 16 по 19 января 2014 года и Оксана Шишкова получила серебряную (спринт свободный стиль) и бронзовую медали (длинная дистанция 15 км, свободный стиль).

## Награды
- Орден княгини Ольги II степени (2018)[4]
- Орден княгини Ольги III степени (2014)[5]
- Почётный гражданин Харьковской области (2018)[6].